# TrackMania Turbo
TrackMania Turbo è un videogioco di corse sviluppato da Nadeo e pubblicato da Ubisoft. Il gioco è stato originariamente pubblicato il 3 novembre 2015, ma è stato rimandato al 22 marzo 2016 per dare ulteriore tempo al team di sviluppo per perfezionarlo ulteriormente.

## Modalità di gioco
Trackmania Turbo è stato completamente rinnovato rispetto agli altri titoli della serie ma rimane sempre facile da imparare. Il giocatore può correre su oltre 200 piste diverse, attraverso quattro diverse località, vale a dire Rollercoaster Lagoon, International Stadium, Canyon Grand Drift e Valley Down & Dirty. Simile ai giochi precedenti, il gioco si muove ad un ritmo molto alto con un'attenzione particolare alle acrobazie.
Sono presenti diverse modalità nel gioco, tra cui una campagna e una modalità chiamata Double Driver, che è una modalità multiplayer cooperativa, in cui due giocatori controllano la stessa auto. TrackMania Turbo ha anche una modalità multiplayer a schermo diviso per un massimo di 4 giocatori, il che rende il primo gioco di corse con tale gameplay per le console PlayStation 4 e Xbox One.
Non manca il Trackbuilder, rinnovato e facile da usare, con il quale è possibile progettare un numero infinito di piste. Trackmania Turbo è il primo titolo della serie a supportare la realtà virtuale, sono di fatti disponibili 40 tracciati VR esclusivi e gratuiti per le modalità Arcade e Campagna.